# جيمس بارتون (ممثل)
جيمس بارتون (بالإنجليزية: James Barton)‏ مواليد 1 نوفمبر 1890 في نيوجيرسي، الولايات المتحدة - الوفاة 19 فبراير 1962 في مينيولا، الولايات المتحدة، هو ممثل أمريكي بدأ مسيرته الفنية سنة 1898. امتدت مسيرته الفنية لأكثر من 64 عاما. من أعماله ها قد أتى العروس.

## روابط خارجية
- جيمس بارتون على موقع IMDb (الإنجليزية)
- جيمس بارتون على موقع ميوزك برينز (الإنجليزية)
- جيمس بارتون على موقع قاعدة بيانات برودواي على الإنترنت (الإنجليزية)
- جيمس بارتون على موقع قاعدة بيانات الفيلم (الإنجليزية)